# Calvados (departma)
Calvados (oznaka 14) je departma v Franciji v regiji Spodnji Normandiji.

## Zgodovina
Departma je bil eden od prvih 83 departmajev, ki so jih ustanovili med francosko revolucijo, 4. marca 1790. Nastal je iz dela nekdanje province Normandije. 
Tu se je 6. junija 1944 odvijalo izkrcanje zaveznikov med drugo svetovno vojno (Dan D). 

## Geografija
Calvados leži v severnem delu Spodnje Normandije ob Rokavskem prelivu. Na jugu meji na departma Orne, na zahodu na Manche, na vzhodu pa na departmaja regije Zgornje Normandije Seine-Maritime in Eure.